# Pascal Leddin

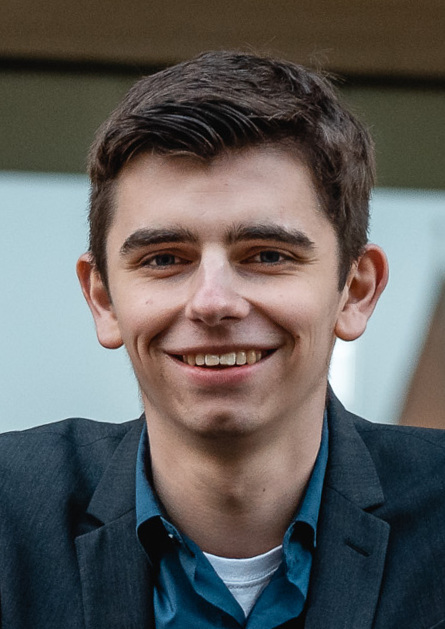
Leddin im November 2022 vor dem Landtag in Hannover

Pascal Leddin (* 1999 in Uelzen) ist ein deutscher Politiker (Bündnis 90/Die Grünen). Seit 2022 ist er Mitglied des Niedersächsischen Landtags und dort jüngster Abgeordneter der 19. Wahlperiode.

## Leben und Beruf
Leddin legte 2018 sein Abitur an der kooperativen Gesamtschule in Bad Bevensen ab und absolvierte anschließend ein Freiwilliges Soziales Jahr bei der Feuerwehr Uelzen im Bereich Brandschutz. Seit seiner Jugend ist er aktives Mitglied der Freiwilligen Feuerwehr. Nach Abschluss der zweijährigen Ausbildung zum Kreissekretär war er von 2021 bis zu seinem Einzug in den Landtag 2022 im Veterinäramt des Landkreises Uelzen angestellt. Seit 2019 engagiert er sich auch bei Fridays for Future.

## Politik
Leddin ist Mitglied von Bündnis 90/Die Grünen und der Grünen Jugend. Seit den Kommunalwahlen in Niedersachsen 2021 ist er Mitglied des Uelzener Stadtrats.
Bei der Landtagswahl in Niedersachsen 2022 kandidierte Leddin als Direktkandidat im Landtagswahlkreis Uelzen. Er konnte zwar das Direktmandat nicht gewinnen, zog jedoch über Platz 20 der Landesliste der Grünen in den Landtag ein. Im November 2022 war er das bis dahin jüngste Mitglied des Parlaments.
Im Landtag ist Leddin Mitglied im Ausschuss für Ernährung, Landwirtschaft und Verbraucherschutz sowie im Unterausschuss für Verbraucherschutz.